# 阿什蘭 (紐約州格林縣)
阿什蘭（英語：Ashland）是一個位於美國紐約州格林縣的鎮。

## 人口
根據2020年美國人口普查的數據，阿什蘭的面積為63.78平方千米，皆為陸地。當地共有人口682人，而人口密度為每平方千米11人。